# Rokossowo
Rokossowo (ukrainisch Рокосово; russisch Рокосов Rokossow, ungarisch Rakasz, slowakisch Rokosov) ist ein Dorf in der ukrainischen Oblast Transkarpatien mit etwa 3900 Einwohnern (2023).

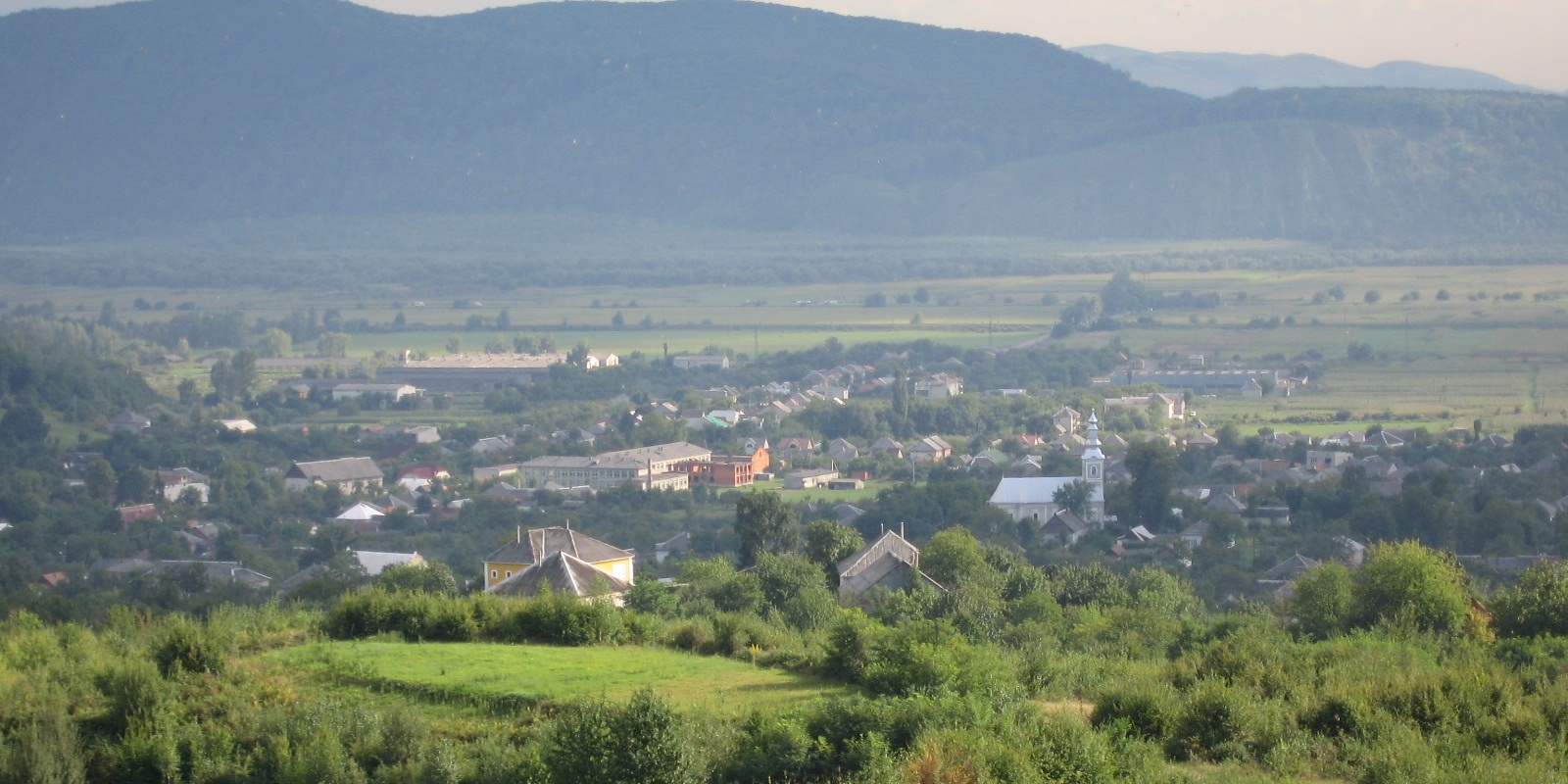
Blick auf das Dorf 2006

## Geographie
Am 12. Juni 2020 wurde das Dorf ein Teil neu gegründeten Stadtgemeinde Chust im Rajon Chust; bis dahin bildete es zusammen mit dem Dorf Wertep (Вертеп) die Landratsgemeinde Rokossowo (Рокосівська сільська рада/Rokossiwska silska rada).
Die Ortschaft liegt im Tal der Theiß an der Fernstraße N 09 und der Bahnstrecke Debrecen–Sighetu Marmației. Das Rajonzentrum Chust liegt 12 km östlich und das Oblastzentrum Uschhorod 100 km nordwestlich vom Dorf.

## Geschichte
Erstmals schriftlich erwähnt wurde das Dorf im Jahr 1300 und ist damit eines der ältesten Dörfer in Transkarpatien. Bis 1919 gehörte die Ortschaft in der historischen Region Maramureș zum ungarischen Teil des Kaiserreich Österreich-Ungarn und anschließend als Teil der Karpato-Ukraine zur Tschechoslowakei. Durch Annektierung kam sie zwischen 1939 und 1945 wieder an Ungarn. 1945 wurde die Ortschaft Teil der Ukrainischen SSR innerhalb der Sowjetunion und seit 1991 gehört Rokossowo zur unabhängigen Ukraine.